# 龙华街道 (曲靖市)
龙华街道，是中华人民共和国云南省曲靖市沾益区下辖的一个街道办事处。
2013年10月20日，云南省人民政府批复同意撤销西平镇，设立西平街道、龙华街道、金龙街道。

## 行政区划
龙华街道下辖以下地区：
龙华社区、龙泉社区、太平社区、庄家湾社区、石羊村、双河村和清水沟村。